# Peștele de Aur (constelație)
Peștele de Aur (în latină, Dorado) este o constelație de pe cerul austral.

## Obiecte cerești
Coordonate:  05h 00m 00s, −65° 00′ 00″